# بريان هينينج
بريان هينينج (بالألمانية: Bryan Henning) (16 مارس 1995 ببرلين في ألمانيا - ) هو لاعب كرة قدم ألماني في مركز الوسط. لعب مع نادي هرتا برلين.

## وصلات خارجية
- بريان هينينج على موقع قاعدة بيانات كرة القدم.إي يو (الإنجليزية)
- بريان هينينج على موقع بيانات كرة القدم. دي إي (الألمانية)
- بريان هينينج على موقع Soccerway.com (الإنجليزية)
- بريان هينينج على موقع عالم كرة القدم.نت (الإنجليزية)